# Verisign
Verisign, av företaget skrivet VeriSign, Inc., är ett amerikanskt företag med säte i Reston, Virginia grundat 1995. Företaget förvaltar flera tjänster som är viktiga för Internets infrastruktur. Bland annat driver man två av Internets tretton rotservrar och toppdomänerna .com och .net. Utöver detta säljer man säkerhetstjänster i form av bland annat digitala certifikat, administrerad PKI och tvåfaktorsautentisering.
Företaget är börsnoterat på den New York-baserade Nasdaq-börsen under namnet VRSN.
Förutom huvudkontoret har man kontor i Schweiz, Storbritannien, Australien, Indien och Kina. Totalt har företaget cirka 2 200 anställda.

## Historia
Verisign grundades 1995 för att ta över RSA Securitys certifieringsaffärer. Företaget fick licenser för att använda flera viktiga patent inom kryptografi och började verka som, och är fortfarande, en certifikatutfärdare (eng: Certificate authority, CA). Företagets första målsättning var att "leverera förtroende för Internet och e-handel genom våra tjänster och produkter inom digital autentisering." Verisign har nu utfärdat mer än 3 miljoner certifikat för allt från militären till finansiella institutioner och detaljhandeln, vilket gör att man är den största aktören inom kryptering och autentisering på Internet. 
Företagets mest kända produkt är VeriSign Secured Seal som är en produkt som kombinerar autentisering och kryptering för kundernas webbplatser.

## Företagsdivisioner
Företaget är delat i två större divisioner, Internettjänster och kommunikationstjänster.
Under divisionen Internettjänster finns företagets namn- och katalogtjänster vilket inkluderar domänregistret för toppdomänerna .com och .net och andra DNS-relaterade tjänster. Man säljer också tjänster inom säkerhet, såsom administration av brandväggar och upptäckt och förebyggande av intrång i nätverk samt spårning av sårbarheter i ett nätverk. Man ger också råd inom global säkerhetsplanering, jobbar med produkter för e-postsäkerhet och stark autentisering för bland annat fjärråtkomst. 
Företaget hävdar att man hanterar 32 miljarder DNS-uppslagningar dagligen.

## Avyttringar
Den 14 november 2007 meddelade företaget att man hade intentioner att fokusera på kärnverksamheten med namntjänster, webbcertifikat och identitetskydd genom att avyttra övriga delar av företaget. 
Den 2 mars 2009 tillkännagav man att man sålde divisionen kommunikationstjänster för 230 miljoner USD till företaget TNS, Inc.. En deltransaktion var att den svenska konsultrörelsen Northstream köptes ut av den svenska företagsledningen via en MBO. 
Den 19 maj 2010 tillkännagav Symantec att man köper Verisigns verksamhet inom identitet och autentisering. Detta inkluderar bland annat Verisigns tjänster inom SSL-certifikat, PKI och en majoritet av aktierna i VeriSign Japan. Köpesumman angavs till ungefär 1,28 miljarder USD.

## DNS-kontroll
Verisign spelar en viktig roll när det gäller Internets system för att översätta domännamn till IP-adresser. Företaget hanterar och är registrer för två av de största toppdomänerna, .com och .net. Man har också avtal för att ta hand om två länders toppdomäner, .cc (Kokosöarna) och .tv (Tuvalu). Förutom detta köper de organisationer som administrerar toppdomänerna .edu, .name och .jobs de tekniska tjänsterna inom toppdomänshanteringen av Verisign.
Verisign driver två av internets tretton rotservrar, A och J. De andra elva drivs av olika institutioner och myndigheter runt om i världen.